# Aequidens pallidus
Aequidens pallidus (Heckel, 1840) è un pesce di acqua dolce appartenente alla famiglia Cichlidae e alla sottofamiglia Cichlasomatinae.

## Distribuzione e habitat
Proviene dai bacini di Rio Negro e Rio delle Amazzoni; può essere trovato sia nei ruscelli che nelle zone paludose. Vive in acque con una temperatura che arriva fino a 30 °C.

## Descrizione
Presenta un corpo più allungato di altri ciclidi, ma rimane comunque molto compresso lateralmente e di forma ovale. La lunghezza massima registrata è di 14,3 cm. La colorazione è prevalentemente grigia, più chiara sul ventre, con due macchie nere, una sul corpo e una sul peduncolo caudale. La pinna dorsale e la pinna anale sono abbastanza allungate.
Somiglia abbastanza a Aequidens diadema ed a Aequidens tubicen.

## Riproduzione
È oviparo e la fecondazione è esterna; sorveglia le uova ma non porta gli avannotti in bocca.